# Districtul Tarhuna Wa Msalata
Tarhuna Wa Msalata a fost un district în Libia până în 2007.